# Constel·lació de la Mosca
La Mosca (Musca) és una de les constel·lacions situades més al sud. És una de les dotze constel·lacions creades per Pieter Dirkszoon Keyser i Frederick de Houtman entre 1591 i 1597, i que apareix per primera vegada a l'obra Uranometria de Johann Bayer l'any 1603.

## Estrelles principals

### α Muscae
α Muscae, l'estrella més brillant de la constel·lació de Musca amb una magnitud aparent de 2,69, és una subgegant blava, que, a la distància de 306 anys llum del nostre sistema solar, brilla amb la lluminositat de 20.000 Sols per un diàmetre 4 vegades el d'aquest.
α Muscae és també una estrella variable cefeida que modifica la seva magnitud un 1 per cent en un període de 2,2 hores.
És també una estrella doble que té una companya a menys de 2.600 ua que orbita en més de 45.000 anys.

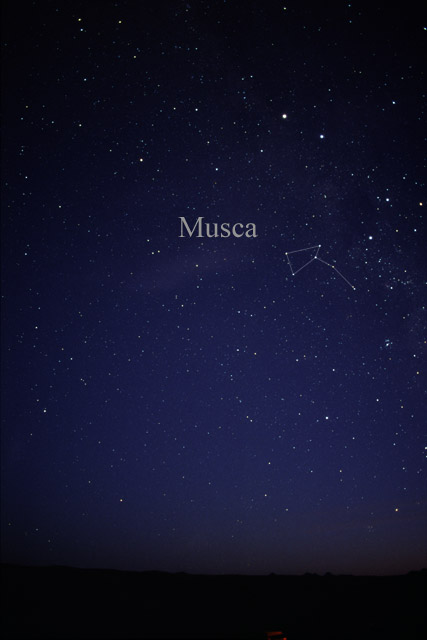
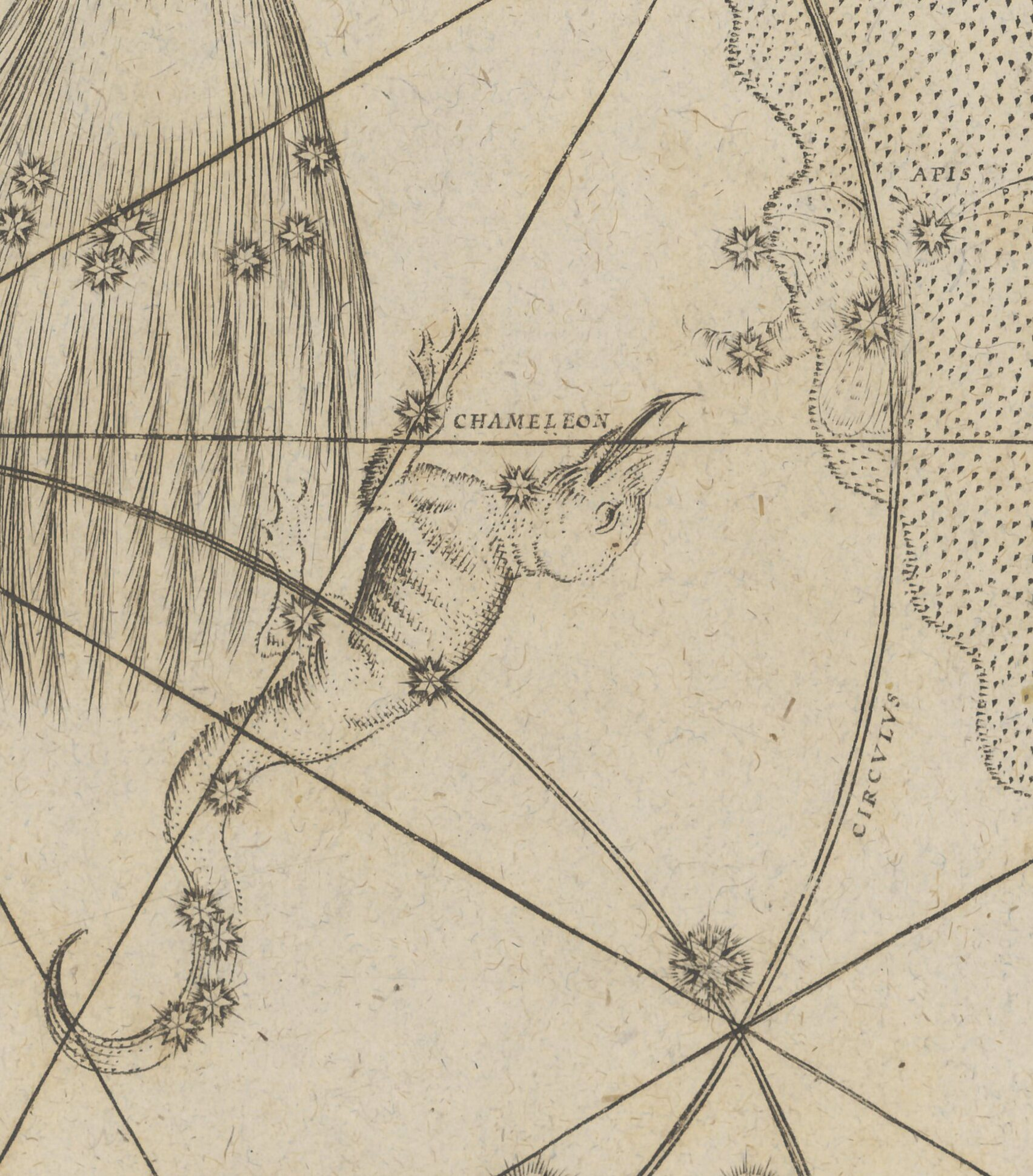

### Altres estrelles
Les regions del sud celeste són molt poc lluminoses, però al nord de la constel·lació de la Mosca contenen moltes estrelles relativament brillants: A part de α Muscae, s'hi troba també β Muscae, de la magnitud 3,10, i δ Muscae, de la magnitud 3,60.
θ Muscae és una estrella Wolf-Rayet, la segona més brillant que es coneix. És una estrella triple.
Podem trobar a la constel·lació de Musca la font de raigs X Nova Muscae 1991, una estrella binària en la qual un dels elements seria un forat negre. Quan es va detectar el 1991, s'hi va mesurar radiació deguda a l'aniquilació de positrons.
HD 111232 té un planeta, massiu com a 6,8 vegades Júpiter, orbitant en 1.143 dies a la distància mitjana d'1,97 ua.

### Taula de les estrelles de Musca
| Estrella | Magnitud aparent | Magnitud absoluta | Distància (anys llum) | Tipus espectral |
| -------- | ---------------- | ----------------- | --------------------- | --------------- |
| α Mus    | 2,69             | -2,17             | 306                   | B2IV-V          |
| β Mus    | 3,04             | -1,86             | 311                   | B2V             |
| δ Mus    | 3,61             | 1,39              | 91                    | K2III           |
| λ Mus    | 3,63             | 0,66              | 128                   | A7III           |
| γ Mus    | 3,84             | -1,14             | 324                   | B5V             |
| ε Mus    | 4,06             | -0,77             | 302                   | M5III           |
| μ Mus    | 4,75             | -0,86             | 432                   | K4III           |
| η Mus    | 4,79             | -0,68             | 406                   | B8V             |
| HR 5002  | 4,86             | -2,94             | 1186                  | K2Ib/II         |
| HR 4549  | 4,89             | -0,19             | 338                   | B4V             |
| HR 4538  | 4,98             | -3,27             | 1456                  | G5Ib            |
| GT Mus   | 5,01             | -1,17             | 561                   | G2III + A       |
| ι¹ Mus   | 5,04             | 0,85              | 225                   | K0III           |
| HR 4401  | 5,09             | -0,73             | 475                   | B5              |
| HR 4617  | 5,17             | -0,47             | 438                   | K2II/III        |
| HR 4604  | 5,34             | 0,25              | 339                   | A0V             |
| θ Mus    | 5,44             | ?                 | ?                     | WC6 + O9.5I     |

Nota: Els valors numèrics provenen de les dades mesurades pel satèl·lit Hipparcos.

## Objectes celestes
Dos cúmuls globulars estan situats en aquesta constel·lació: NGC 4373, distant 30.000 anys llum, NGC 4833 a 50.000.
S'hi troben també les nebuloses planetàries NGC 5189 i MyCn18, anomenada Nebulosa del rellotge d'Arena, situada a uns 8.000 anys llum, i que apareix, vista amb telescopi com un rellotge d'arena, composta d'una regió central densa envoltada per dalt i per sota d'anells de matèria ejectada.

## Història
La constel·lació de Musca fou proposada pels navegants holandesos Pieter Dirks Keyser i Frederick de Houtman el 1536. L'Astrònom Johann Bayer la inventarià a la seva obra Uranometria de 1603 amb el nom de l'Abella. Més tard, Nicolas-Louis de Lacaille la tornà a batiar com a Mosca austral, per diferenciar-la de la Mosca boreal, una constel·lació actualment desapareguda a prop d'Àries. La desaparició d'aquesta constel·lació permeté rebatiar-la com a Musca, simplement.